# محافظة فاياو
محافظة فاياو (بالتايلاندية: พะเยา) (بالإنجليزية: Phayao)‏ هي واحدة من محافظات تايلاند الخمس والسبعين وتجاور محافظات نان وتشيانغ ري لامبانغ وتجاور كذلك لاوس.

## الجغرافيا
محافظة فاياو متميزة جغرافيا بحيث تضم بحيرة فاياو ويعبرها نهر أنغ.

## التاريخ
تم تأسيس فاياو في عام 1096 ميلادي وكانت المملكة دولة ومدينة صغيرة وفي القرن الثالث عشر اكتسبت اهمية كافية لتكون شريك متساوي للممالك المجاورة وفي 1338 اطبق ملك لاناثاي سيطرة على فاياو وجعلها جزءا من مملكته، خلال سيادة بورما على المنطقة أصبحت المدينة مهجورة وفي خلال عام 1897 أصبحت فاياو جزءا من محافظة تشيانغ مي وفي 28 اغسطس 1977 تم فصل فاياو عن محافظة تشيانغ مي وأصبحت محافظة.

## التقسيمات الادارية
تنقسم المحافظة إلى 9 مقاطعات و 68 بلدية و 632 قرية.
| 1. فاياو موانج 2. شون 3. خام تشيانغ 4. موانٍ تشيانغ 5. خامتاي دوك 6. بونغ | 1. تشاي مي 2. سانغ فو 3. كامياو فو |